# Elliot Perlman
Elliot Perlman (Melbourne, 7 maggio 1964) è uno scrittore australiano.

## Biografia
Nato a Melbourne nel 1964 da una seconda generazione di ebrei australiani originari dell'Europa orientale, si è laureato all'Università Monash in scienze economiche e politiche e in legge.
Avvocato dal 1991 e barrister del '97, ha esordito nella narrativa nel 1998 con il romanzo Tre dollari, vincendo un "Age Book of the Year award".
Vincitore del Betty Trask Prize nel 1999, ha pubblicato al 2020 4 romanzi, una raccolta di racconti e un libro per ragazzi.
Nel 2005 ha adattato il suo romanzo d'esordio nel film Three Dollars ottenendo assieme al regista Robert Connolly un AACTA Award.

## Opere

### Romanzi
- Tre dollari (Three Dollars, 1998), Parma, Guanda, 2007 traduzione di Stefano Bortolussi ISBN 978-88-8246-321-2.
- Sette tipi di ambiguità (Seven Types of Ambiguity, 2003), Parma, Guanda, 2006 traduzione di Stefano Bortolussi ISBN 88-8246-320-6.
- The Street Sweeper (2011)
- Maybe the Horse Will Talk (2019)

### Raccolte di racconti
- The Reasons I Won't Be Coming (1999)

### Libri per ragazzi
- The Adventures of Catvinkle (2018)

## Adattamenti cinematografici
- Three Dollars, regia di Robert Connolly (2005)

## Adattamenti televisivi
- Seven Types of Ambiguity Serie TV (1 stagione) (2017)

## Premi e riconoscimenti
- Betty Trask Prize: 1999 vincitore con Tre dollari
- AACTA alla migliore sceneggiatura non originale: 2005 vincitore assieme a Robert Connolly con Three Dollars